# Hans Bellmer
Cet article possède un paronyme, voir Belmer.
Hans Bellmer, né le 13 mars 1902 à Kattowitz (Silésie allemande) et mort le 24 février 1975 à Paris 20e, est un peintre, photographe, graveur, dessinateur et sculpteur franco-allemand.
Il est l'un des artistes majeurs du surréalisme. Toute son œuvre est imprégnée d'un vif érotisme.

## Biographie

### Période allemande (1902-1937)
Pour fuir un père tyrannique et une mère dominée mais aimante, Hans Bellmer et son frère cadet Fritz se réfugient dans un jardin secret, composé de jouets et de souvenirs.
À la fin du lycée, Hans Bellmer est amené à travailler dans une aciérie, puis dans une mine de charbon. En 1923, il est envoyé à l'université technique de Berlin. Il s'y intéresse surtout à la politique, aux œuvres de Karl Marx, et aux discussions avec les artistes du mouvement dada. Il y rencontre et fréquente John Heartfield, George Grosz et Rudolf Schlichter.
Sur les conseils de George Grosz, il abandonne en 1924 sa formation d'ingénieur, et commence une formation de typographe chez Malik-Verlag. Il y conçoit des couvertures et des illustrations de livres, par exemple, pour L'accident de chemin de fer, ou l'anti-ami (1925) de Salomo Friedlaender (sous le pseudonyme de Mynona).
En 1925-1926, il se rend à Paris, où il fréquente les dadaïstes et les surréalistes. En 1928, il épouse Margarete Schnelle, morte en 1938 d'une tuberculose.
À Berlin (Karl-Horstrasse 8 a), il ouvre un studio publicitaire, qu'il doit abandonner en 1933 pour des raisons politiques tout à fait antagonistes avec le nouveau pouvoir nazi.
À l'arrivée au pouvoir en Allemagne des nazis en 1933, Hans Bellmer décide de ne plus rien faire qui puisse être utile à l'État. Il confectionne alors, en 1934, son œuvre la plus connue, La Poupée. L'œuvre de Bellmer est qualifiée d'« art dégénéré » par les nazis. Elle est partiellement publiée en France, sous forme de textes et photographies, dans la revue Le Minotaure, sous le titre Poupée : variations sur le montage d’une mineure articulée, en décembre 1934, puis en 1938 dans les Cahiers d'art. La femme selon l'artiste serait comme une anagramme, dont il varie à l'infini les variations et métamorphoses, selon le moteur du désir,,.

### Période française (1938-1975)
Il s'installe à Paris en 1938 et participe aux expositions surréalistes parisiennes.
Au début de la Seconde Guerre mondiale, il est arrêté en tant que ressortissant allemand, donc suspect aux yeux des autorités françaises. Il est emprisonné au camp des Milles près d'Aix-en-Provence (Bouches-du-Rhône), avec Max Ernst, Ferdinand Springer et Wols. Par la suite, ne parvenant pas à s'exiler aux États-Unis, Hans Bellmer se réfugie dans la clandestinité.
Tôt, Bellmer est attiré et fasciné par l'œuvre du marquis de Sade, dont « [l']insoumission et [la] tentative de destruction du lien social ne pouvaient que plaire à celui qui s'était promis de ne jamais rien faire qui puisse être utile au fonctionnement de l'État », commente Annie Le Brun. C'est ainsi qu'il réalise plusieurs dessins, dans les années 1945 et 1946, qui constituent le point de départ de deux grands projets concernant Sade : À Sade et Petit traité de morale, publié en 1968 aux Éditions Georges Visat. Plus tard, à partir de 1967, il collaborera sur ces illustrations avec la graveuse Cécile Reims.

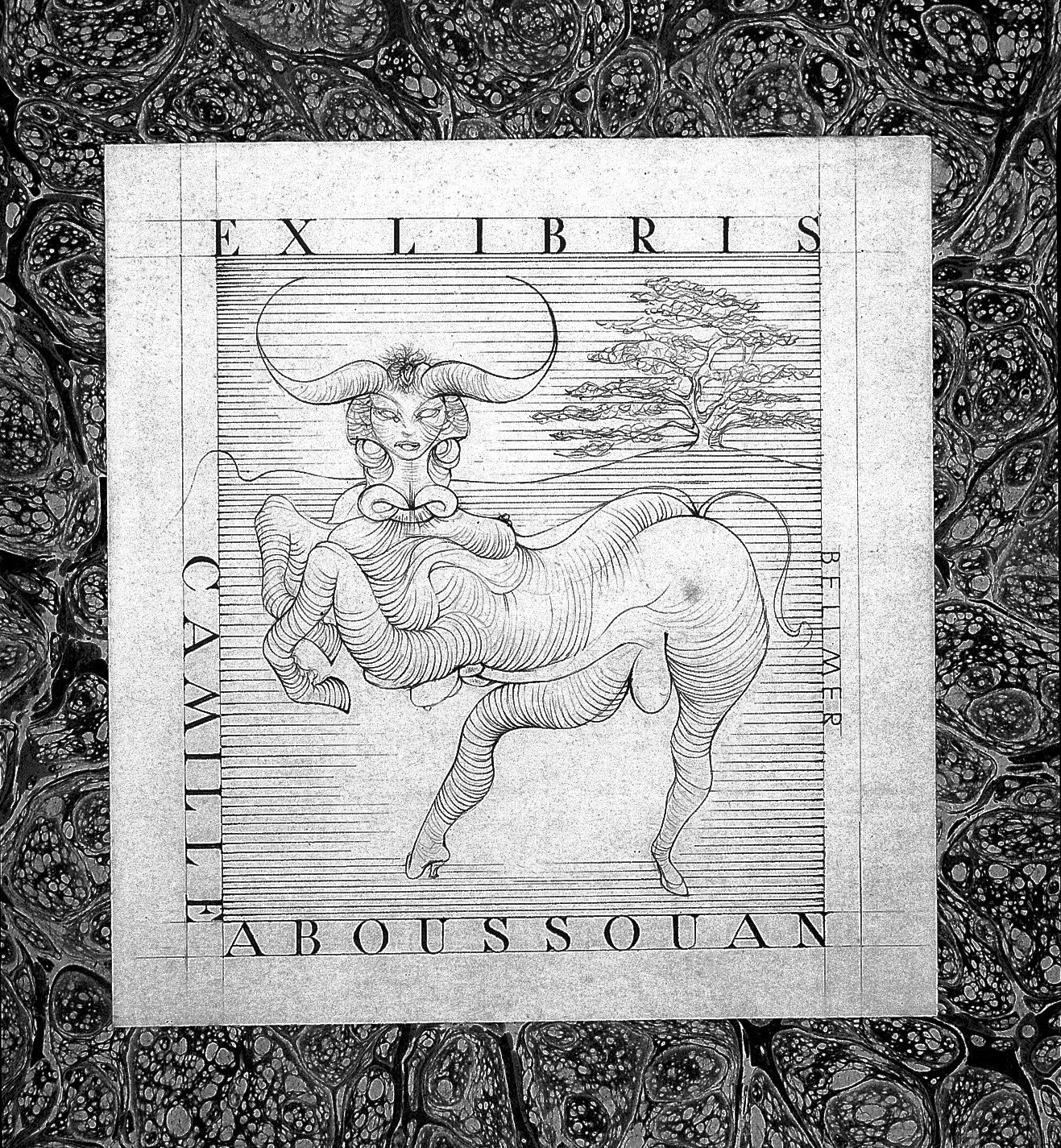
Ex-libris de Bellmer : Minotaure Hermaphrodite dans un livre de Camille Aboussouan.

En 1946, il rencontre Georges Bataille, par l'intermédiaire de l'éditeur Alain Gheerbrant, qui édite la seconde version de Histoire de l'œil en juillet 1947, illustrée par Bellmer de six gravures à l'eau-forte et au burin. Avec André Masson, Bellmer est sans doute l'illustrateur de Bataille le plus proche de l'univers érotique et de la pensée de l'écrivain. En déréglant le regard et l'anatomie, Bellmer, « véritable anatomiste du désir », écrit Vincent Teixeira, « maître en accidents formels, […] joue avec la morphologie, les pouvoirs sexuels de l'image et les différences interchangeables du masculin et du féminin, multiplie les métamorphoses érotiques, opère des “transformismes”, crée des chimères aberrantes. »
Après la mort de Bataille en 1962, le projet d'illustration de Madame Edwarda commencé à la fin des années 1950 renait aux Éditions Georges Visat, avec douze cuivres gravés à la pointe et au burin.
En 1949, il réalise la seconde Poupée, et en publie les photographies dans un ouvrage intitulé les Jeux de la poupée, accompagné de poèmes en prose de Paul Éluard. L'ensemble de ces photographies sont peintes à l'aniline par son ami Christian d'Orgeix et lui-même.
En 1953, il rencontre Unica Zürn (1916-1970), artiste et écrivaine allemande, qui travaille à ses côtés l'anagramme plastique, mais souffre de grave dépression et de schizophrénie. Ils vivent ensemble à Paris dans une chambre rue Mouffetard, mais leur relation sera troublée par les problèmes de santé mentale d'Unica, qui fera des tentatives de suicide et sera internée à plusieurs reprises.
En 1954, il illustre par une lithographie Histoire d'O de Pauline Réage, publié par Jean-Jacques Pauvert.
En 1957, Bellmer publie au Terrain Vague, maison d'édition de Éric Losfeld, un livre, en forme de traité, Petite anatomie de l'inconscient physique ou l'Anatomie de l'image, qui entend témoigner de sa démarche créatrice. Selon lui, la pensée analogique et la cristallisation des désirs font basculer le réel dans la dimension de tous les possibles. Il résume ainsi cette logique ouverte et expérimentale de la métamorphose, selon laquelle il redistribue et recrée l'anatomie humaine :
« L’essentiel à retenir du monstrueux dictionnaire des analogies-antagonismes, qu’est le dictionnaire de l’image, c’est que tel détail, telle jambe, n’est perceptible, accessible à la mémoire et disponible, bref, n’est RÉEL, que si le désir ne le prend pas fatalement pour une jambe. L’objet identique à lui-même reste sans réalité. »
En 1958, il obtient le prix de la Fondation William et Noma Copley. En 1959 et 1964, il participe aux documenta II et III, à Cassel.
En 1969, alors qu'Unica Zürn, de plus en plus malade, est de nouveau internée à Maison blanche, Hans Bellmer devient hémiplégique à la suite d'un accident vasculaire cérébral et reste dans un profond mutisme jusqu'à la fin de sa vie. L'année suivante, le 19 octobre 1970, sortant de la clinique où elle était internée, Unica Zürn se rend chez lui et se suicide en se jetant par la fenêtre de son appartement.
Hans Bellmer meurt le 24 février 1975 dans le 20e arrondissement de Paris, très isolé, d'un cancer de la vessie. Il est inhumé à Paris au cimetière du Père-Lachaise (9e division), dans la même tombe qu'Unica Zürn,.

## Expositions
- 1936 : International Exhibition of Surrealism, Londres.
- 1937 : International Exhibition of Surrealism, New York.
- 1937 : International Exhibition of Surrealism, Tokyo.
- 1938 : Exposition internationale du surréalisme, Galerie Beaux-Arts, Paris.
- 1947 : Le Surréalisme en 1947, galerie Maeght, Paris.
- 1951 : International Exhibition of Surrealism, Saarbrücken.
- 1959 : International Exhibition of Surrealism, Galerie Daniel Cordier, Paris.
- 1967 : Kunstamt Berlin-Tempelhof, Berlin.
- 1971 : Centre National d'Art Contemporain, Paris.
- 1992 : Musée Goya, Castres
- 2010 : Neue Nationalgalerie Berlin, Double Sexus : Bellmer- Bourgeois[9].

## Portée de l'œuvre
Bellmer a été influencé dans le choix de la forme de son art par la lecture de lettres publiées d'Oskar Kokoschka (Der Fetish, 1925). Des années 1930 jusqu'à sa mort, il s'occupe presque exclusivement d'images érotiques de l'anatomie féminine, souvent à partir d'un corps de femme battue : fétichisme, sado-masochisme, voyeurisme…
L'œuvre de Bellmer, souvent associée selon une dérive psychanalytique au vocabulaire de la perversion, reste une affirmation poétique du surréalisme dans ce qu'il a de plus radical. La relative proximité qu'entretiennent les photographies de la Poupée avec l'Unheimliche freudien place cette œuvre à la frontière entre l'érotisme et la mort, entre l'animé et l'inanimé. Le corps de la poupée, mais aussi ses dessins et ses gravures expriment des univers oniriques dans lesquels la conciliation des contraires est possible, conformément au Manifeste du surréalisme de Breton. Bellmer a également illustré le Marquis de Sade, gravures reprises dans Petit traité de morale (1968), Histoire de l'œil et Madame Edwarda de Georges Bataille, Le Con d'Irène de Louis Aragon, Lautréamont, Pauline Réage, etc.
Selon Annie Le Brun, Hans Bellmer « nous révèle le processus par lequel le désir se fait inlassable inventeur de formes pour renaître des anagrammes d'un corps qu'il ne cesse de décomposer et de recomposer. » Ainsi, le secret érotique et amoureux dévoilé par Bellmer consiste à voir et savoir qu'« une jambe n'est réelle que si on ne la prend pas fatalement pour une jambe ». Contre les mensonges et la misère du réalisme sexuel, comme de la société industrielle, Bellmer, à « des fins de désoccultation passionnée », expérimente le pouvoir d'ébranlement de la pensée analogique, selon laquelle le champ du désir se fait en même temps moyen de connaissance : « Quand tout ce que l'homme n'est pas s'ajoute à l'homme, c'est alors qu'il semble être lui-même. Il semble exister, avec ses données les plus singulièrement individuelles, et indépendamment de soi-même, dans l'Univers. »
Dans un autre texte paru à l'occasion de la réédition de la Petite anatomie de l’inconscient physique ou l'Anatomie de l’image, dans lequel elle oppose le dessinateur du vertige érotique, le maquettiste de la perversité amoureuse au moralisme et à l'angélisme de l'idéologie néo-féministe, Annie Le Brun écrit que, comme Sade désirait « tout dire », Bellmer obéit à la nécessité de « tout voir », selon une révision radicale de nos concepts d'identité, en quête des secrets de l'image comme de l'amour, « s'appliquant à déceler sous l'image du corps le corps de l'image ».

### La Poupée
La Poupée est une sculpture de bois, papier mâché collé et peinte représentant, en taille presque réelle (1,40 m), une jeune fille multiforme, aux vrais cheveux foncés coupés en frange sur le front, ornés sur le haut de la tête d'un grand nœud raide, seulement vêtue de chaussettes blanches et d'escarpins de vernis noir. C'est une grande poupée composée de nombreux membres pouvant être articulés les uns aux autres par des boules, une grosse boule, le ventre, sur laquelle peuvent s'articuler encore deux bas-ventres, quatre hanches articulées à quatre cuisses, celles-ci articulées aux quatre jambes, et un buste à plusieurs seins, la tête et le cou sont amovibles. Hans Bellmer joue avec sa Poupée et multiplie les variations avec les différents éléments de son corps ; tantôt, par exemple, amputée aux genoux, la tête, décapitée, posée en arrière des deux boules des hanches figurant jeune arbre ; ou, autre exemple, devenu monstre à quatre jambes, deux en haut, deux en bas, articulées à la boule centrale du ventre, mobile et suggérant la danse et la provocation du désir d'autrui, photographiée ici dans les bois, là sur un parquet, dans un grenier, vautrée tordue sur un matelas, deux jambes habillées d'un pantalon noir d'homme ; ou à moitié démantelée, amputée d'une jambe, jetée dans un duvet, froissé par sa chute et son poids. Les photos sont polychromes, Bellmer les coloriait de teintes changeantes sur la même photo, tantôt pastel, chair, rose pâle, rose plus soutenu, mauve, bleu clair, mais aussi de couleurs vives, rouge, jaune, bleu canard. La Poupée est une « créature artificielle aux multiples potentialités anatomiques », par laquelle Bellmer entend découvrir la « mécanique du désir » et démasquer « l'inconscient physique » qui nous gouverne ; elle est enfantine, mais également victime de perversions sadiques ; ainsi démembrée, violentée, violée, elle correspond au désir de l'artiste de voir la femme accéder « au niveau de sa vocation expérimentale »,.